# Orites
- Commons
- Wikispecies

Orites é um género botânico pertencente à família Proteaceae.
1. ↑  «Orites — World Flora Online». www.worldfloraonline.org. Consultado em 19 de agosto de 2020